# Frédéric Wandelère
Frédéric Wandelère (* 7. März 1949 in Fribourg) ist ein Schweizer Schriftsteller und Übersetzer.

## Leben
Frédéric Wandelère studierte Französische Literatur an der Universität Genf. Am Collège Sainte-Croix in Fribourg war er als Gymnasiallehrer tätig. Sein Werk besteht hauptsächlich aus Lyrikbänden, Essays zur Liedkunst und Übersetzungen deutscher Liedtexte.

## Auszeichnungen
- 1991: Werkbeitrag des Centre international de poésie Marseille
- 2012: Eidgenössischer Literaturpreis für La Compagnie capricieuse

## Werke

### Lyrik
- Velléitaires, Lausanne 1976
- Leçons de simplicité, Genf 1988
- Le Dilettante, Marseille 1991
- Quatre Tombeaux de vent, Fribourg 1991
- Le Sort commun, Genf 1995
- La Compagnie capricieuse, Genf 2012
- Hilfe fürs Unkraut / Secours aux mauvaises herbes. Gedichte. Deutsch von Elisabeth Edl und Wolfgang Matz. Vorbemerkung von Philippe Jaccottet. Edition Lyrik Kabinett bei Hanser, München 2012, ISBN 978-3-446-23868-8.

## Essay
- La Castafiore chante bien, Droue-sur-Drouette 2019

## Übersetzungen
- Beat Brechbühl: L’Œil voilé. La Nuit pleine de sirènes. Traces de chat, pattes levées, Carouge 1998
- Hugo Wolf: Le Tombeau d’Anacréon. Essays und Übersetzungen (mit Audio-CD, gesungen von Angelika Kirchschlager), Genf 2004
- Robert Schumann: L’Amour et la Vie d’une femme, Genf 2006
- Gustav Mahler: À tout jamais, Genf 2009
- Wilhelm Müller / Franz Schubert: Voyage d’hiver (mit Audio-CD), Genf 2011
- Hugo Wolf: Italienisches Liederbuch – Michelangelo Lieder (mit Audio-CD), Genf 2014